# Gohar Eshghi
Gohar Eshghi (Nishapur, 1946)(en persa: گوهر عشقی‎ ) es una activista civil iraní, una de las Madres Denunciantes iraníes y madre de Sattar Beheshti, bloguero iraní asesinado en noviembre de 2012, murió a consecuencia de las graves torturas recibidas mientras estaba bajo custodia de las fuerzas de seguridad de la República Islámica en Irán. Después de la muerte de su hijo, realizó grandes esfuerzos para llevar a sus asesinos ante la justicia. Llamó la atención de los medios de comunicación sobre las circunstancias de su muerte y provocó una gran controversia en el sistema político gobernante de Irán. En 2022, fue nombrada en la lista de las 100 mujeres de la BBC.

## Biografía
Eshghi nació en 1946 en Nishapur, una ciudad del noreste de Irán.Fue la segunda esposa de Sardar Beheshti, con quien tuvo cuatro hijos: Aliasghar, Sattar, Rahim y Sahar. Después de separarse de su marido vivió con su segundo hijo, Sattar. Eshghi. Había sido ama de casa toda su vida, por lo que para ganarse la vida tras la separación trabajó como señora de la limpieza y en una funeraria.

## La muerte de Sattar Beheshti
El hijo de Eshghi, Sattar, de 35 años, que era un bloguero poco conocido, fue arrestado en su casa el 30 de octubre de 2012 por la Policía Cibernética (FATA) por lo que las autoridades consideraron que sus publicaciones eran "acciones contra la seguridad nacional en las redes sociales y Facebook".
Murió en circunstancias sospechosas y poco claras mientras estaba bajo custodia del gobierno. Se cree que murió a causa de las lesiones provocadas por tortura. El 6 de noviembre, las autoridades dijeron a la familia de Beheshti que reclamaran su cuerpo de la Oficina del Médico Forense de Kahrizak y les advirtieron que no hablaran con los medios de comunicación, según informó el sitio web de noticias reformista Kaleme. El 8 de noviembre, Kaleme publicó una carta que, procedía del bloguero en la que escribía que había sido sometido a "abuso físico y verbal" durante sus interrogatorios. La carta también decía que cualquier confesión que pudiera haber hecho era falsa y se había obtenido bajo tortura. El 10 de noviembre, Kaleme publicó una carta firmada por 41 presos políticos en la prisión de Evin que decía que el cuerpo de Beheshti tenía signos de tortura y que fue golpeado durante el interrogatorio, amenazado repetidamente de muerte y colgado de sus extremidades desde el techo.
Poco tiempo después, las autoridades de Sattar también amenazaron a la hija de Eshghi con arrestarla, acosarla y obligarla a firmar una carta de consentimiento legal.
En 2014, un tribunal condenó a un oficial de policía llamado Akbar Taghizadeh, presuntamente involucrado en el asesinato de Sattar Beheshti, a tres años de prisión, 74 latigazos y dos años de exilio interno. Pero el oficial sólo fue acusado de homicidio involuntario, mientras que la familia y los seres queridos de Sattar, incluido Eshghi, insisten en que fue un asesinato premeditado. Eshghi responsabiliza personalmente a Alí Jamenei por la muerte de su hijo.
Eshghi formó parte de un grupo de mujeres que se reunió con la exjefa de política exterior de la UE, Catherine Ashton, durante su visita a Teherán en 2014.

## La declaración de 14 activistas políticos
Eshghi es uno de los firmantes de la Declaración de 14 activistas políticos durante las protestas iraníes de 2017-2018 solicitando la renuncia de Ali Jamenei de su cargo como Líder supremo de Irán y, posteriormente, la abolición de la República Islámica y el establecimiento de un gobierno secular democrático.

## Ataque
El 9 de diciembre de 2021, poco antes del mediodía, Eshghi se dirigía al cementerio para visitar la tumba de su hijocuando dos motoristas se acercaron a ella y uno de ellos la atacó tirándola al suelo, lo que le provocó heridas en la cabeza y la caray pérdida del conocimiento. Las personas que vieron el incidente la llevaron a un hospital.
Un comunicado emitido por la Fundación Sattar en Instagram decía que un mes antes del incidente, agentes de seguridad habían detenido a la familia para evitar que se unieran a las familias de otras víctimas en una reunión. Durante esa detención los agentes les amenazaron diciendo que algunas personas mueren en prisión bajo tortura, pero otras también podrían morir en un accidente o en un altercado. Después del incidente, la familia siguió recibiendo amenazas anónimas.

## Quitarse el hijab en apoyo a los manifestantes
El 18 de octubre de 2022, y en medio de las protestas por la muerte de Mahsa Amini, Eshghi se quitó el hijab en un video que publicó y dijo: «Por el bien de nuestra juventud, después de llevar este hiyab durante [casi] 80 años para la religión que quiere matar a la gente, me quitaré el hiyab". En el mismo video, pidió a la gente que saliera a las calles en solidaridad con los jóvenes.
El 11 de diciembre de 2022, Eshghi anunció en un mensaje de vídeo que ella y su familia habían sido amenazados por agentes del gobierno. Enfatizó que si algo les sucede, el líder supremo, Ali Jamenei, sería el responsable. Añadió que las fuerzas de seguridad la han estado amenazando durante once años, pero ella y el pueblo de Irán están dispuestos a expulsarlos a ellos y a su amo (Jamenei) del país. Eshghi había denunciado anteriormente amenazas contra ella por parte del régimen clerical a principios de diciembre diciendo: "¡Nadie tiene miedo a la muerte! ¡No amenacen!".

## Reconocimientos
En 2022, la BBC incluyó a Gohar Eshghi en la lista de 100 mujeres inspiradoras e influyentes de todo el mundo y la elogió como un símbolo de resistencia y perseverancia.